# Лансанг

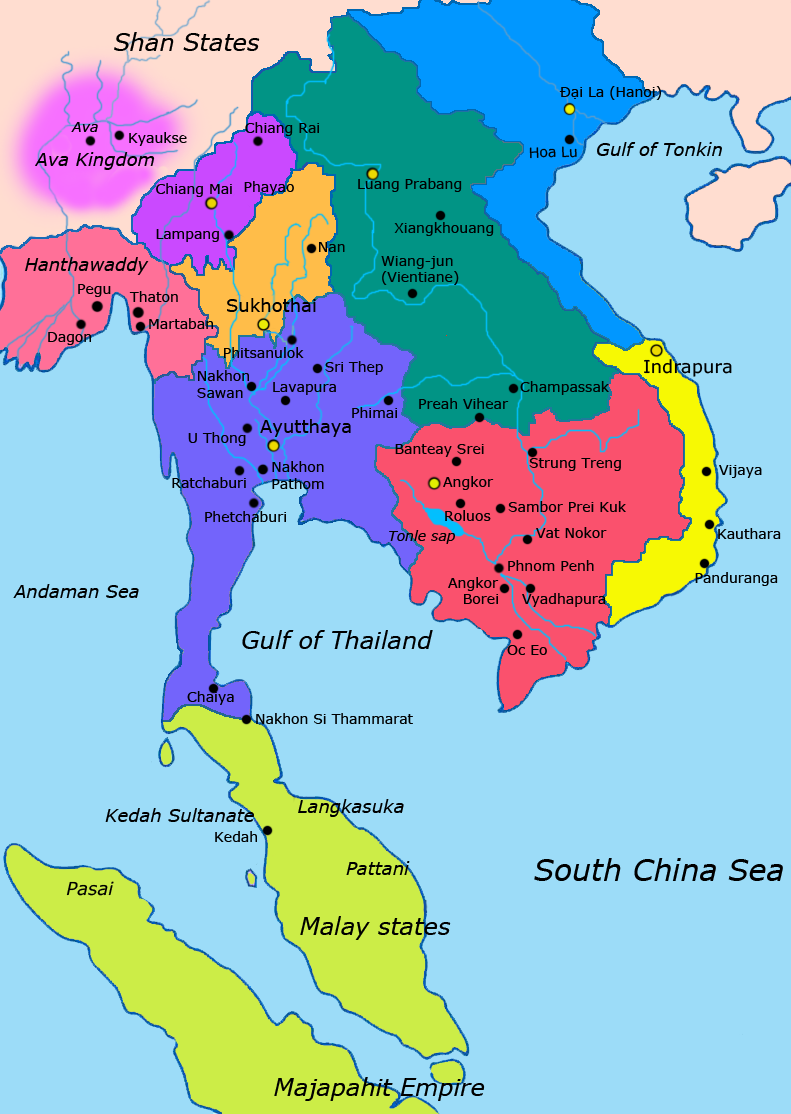
Юго-Восточная Азия в 1400 году
Темно-зелёный: Лансанг
Пурпурный: Ланна
Оранжевый: Сукхотаи
Фиолетовый: Аютия
Красный: Кхмерская империя
Жёлтый: Чампа
Голубой: Дай-Вьет

Лансанг; Лан Санг; Лан Санг Хом Кхао — «Королевство миллиона слонов и белого зонта» (пали: शिसत्तनखनहुत् Sisattanakhanahut, лаос. ລ້ານຊ້າງ, букв. «миллион слонов») — первое в истории лаосское феодальное государство.

## История

### Основание государства
В первой половине XIV века на территории современного Лаоса существовало множество княжеств-мыонгов, номинально подчинявшихся либо Кхмерскому государству, либо государству Сукхотаи. Фа Нгум, сын принца Тао Пи Фа, изгнанного из родного (самого крупного из северолаосских мыонгов) княжества, вырос при кхмерском дворе, женился на дочери кхмерского короля и в 1349 году с кхмерским войском из 10 тысяч выступил в Лаос.
Фа Нгум завоевал южнолаосские княжества, затем двинулся в Восточный Лаос и даже вторгся в пределы Вьетнама. После того, как вьеты заключили с ним договор о дружбе и границе, он вошёл в северный Лаос, свои родовые владения. В 1353 году Фа Нгум был провозглашён королём нового государства Лансанг.
В 1354 году Фа Нгум перешёл Меконг и вторгся в княжество Ланна, также населённое лао. Правитель Ланна прибыл к Фа Нгуму и предложил мир. Захваченные Фа Нгумом земли остались за Лансангом. В 1356 году Фа Нгум разгромил вьентьянскую армию и убил в поединке правителя страны. В 1357 году Фа Нгум вторгся в Аютию. Раматхибоди I заключил с ним мир, подкрепив договор дарами.

### Строительство нового государства
Кампания Фа Нгума началась в Южном Лаосе, захватив города и поселки в регионе вокруг Чампасака и продвигаясь на север через Тхакек и Кхаммуан вдоль среднего Меконга. Со своей позиции на среднем Меконге Фа Нгум искал помощи и снабжения у Вьентьяна в нападении на Мыанг Суа, но они отказались. Однако принц Нхо из Мыанг Пуэна (Muang Phoueune) предложил помощь и вассалитет Фа Нгуму для помощи в его собственном споре о престолонаследии и помощи в обеспечении Мыанг-Пуэн от Дайвьета. Фа Нгум согласился и быстро двинул свою армию на взятие Мыанг Пуэн, а затем на взятие Самныа и нескольких небольших городов Дайвьета .
Дайвьет, обеспокоенные своим соперником Чампа на юге, искали четко очерченную границу с растущей мощью Фа Нгума. В результате Аннамитский хребет стал культурным и территориальным барьером между двумя королевствами. Продолжая свои завоевания, Фа Нгум повернул к Сип Сонг Чау Тай вдоль красных и черных речных долин, которые были густо заселены народами лао. Получив значительные силы лао с каждой территории, находящейся под его владениями, Фа Нгум двинулся вниз по реке Нам У, чтобы захватить Мыанг Суа. Несмотря на три нападения, Король Мыанг Суа, который приходился дядей Фа Нгуму, не смог сдержать численность армии Фа Нгума и предпочел покончить с собой, лишь бы его не взяли живым.
В 1353 году Фа Нгум был коронован:225, и назвал свое королевство Лан Санг Хом Као "страной миллиона слонов и белого зонтика", Фа Нгум продолжил свои завоевания, чтобы обезопасить районы вокруг Меконга, двигаясь, чтобы взять Сипсонг Пханна (современная автономная префектура Сишуанбанна дай) и начал двигаться на юг к границам Ланна вдоль Меконга. Король Ланна Пхаю собрал армию, которую Фа Нгум разгромил при Чан Саене, вынудив Ланну уступить часть своей территории и предоставить ценные дары в обмен на взаимное признание. Обезопасив свои ближайшие границы, Фа Нгум вернулся в Мыанг Суа. 
В 1351 году Утонг, который был женат на дочери кхмерского короля Супханбури, основал город Аюттая. Однако остатки Кхмерской Империи находились в прямом конфликте с растущей мощью Аютии, и эти двое стали скорее соперниками, чем союзниками. В течение 1350-х годов Аютия распространилась на западные территории кхмеров и плато Корат. В 1352 году Ангкор был атакован Аютией в неудачной попытке захватить столицу. 
Вьентьян оставался независимым и могущественным государством, а растущая мощь Аютии угрожала региональной стабильности. В 1356 году Фа Нгум двинулся на юг, чтобы взять Вьентьян за то, что не смог поддержать свое предыдущее наступление на Мыанг Суа. В 1357 году он захватил Вьентьян и прилегающие к нему равнины и двинулся на юг, чтобы установить лаосский контроль над территориями, захваченными Аютией. Фа Нгум двигался через плато Корат, захватывая крупные города вдоль рек Мун и Чи и продвигаясь на юг до Рой Эт.
В Рой Эт Фа Нгум напрямую бросил вызов Аютии, которая признала контроль Лансанга над плато Корат. Утонг послал 100 слонов, золото, серебро, более 1000 кусков слоновой кости и обручил свою дочь Нанг Кео Лот Фа, чтобы она стала второй женой Фа Нгума. К 1357 году Фа Нгум основал мандалу для Королевства Лансанг, простиравшегося от границ Сипсонг Пханна с Китаем на юг до Самбора ниже порогов Меконга на острове Хонг, и от границы Дайвьета-Намеса вдоль Аннамитского хребта до западного склона плато Корат. Таким образом, это было одно из крупнейших царств в Юго-Восточной Азии.
Фа Нгум расширил границы Лансанга до территории, сопоставимой с территорией современного Лаоса, куда дополнительно входила часть современного северного Таиланда и провинция Стунг Тренг современной Камбоджи. Он также привёз в качестве дара от ангкорского короля золотого Будду Пхра Банг, который стал национальной реликвией и ознаменовал принятие буддизма Тхеравады.

### Отречение Фа Нгума и его изгнание из страны
Фа Нгум снова привел Лансанг к войне в 1360-х годах против Сукхотаи, в которой Лансанг одержал победу в защите своей территории, но дал конкурирующим придворным фракциям и уставшему от войны населению оправдание для низложения Фа Нгума в пользу его сына Оун Хуана. Фа Нгум стал изгнанником в Мыанг Нань, где он умер между 1373 и 1390 годами.
В 1371 году Оун Хуан был коронован как король Самсентхай (король 300 000 тайцев) тщательно выбранное имя для лао-кхмерского принца, что показало предпочтение населения лао-тай, которым он управлял, над кхмерскими фракциями при дворе. Он закрепил завоевания своего отца и отбил Ланну в Чиангсане в течение 1390-х гг. в 1402 г. он получил официальное признание Ланьсана от империи Мин.
В 1416 году, в возрасте шестидесяти лет, Самсентхай умер, и его преемником стал Сун Лан Кхам Даенг. Вьетнамские хроники сообщают, что во время правления Лан Кхам Даенга в 1421 году под руководством Лэ Лоя произошло Ламшонское восстание против династии Мин, и он обратился за помощью к Лансангу. Была послана 30-тысячная армия со 100 боевыми слонами, но они перешли на сторону китайцев.
Смерть Лан Кхам Дэна положила начало периоду неопределенности и цареубийства. с 1428 по 1440 год семь королей правили Лансангом, все они были убиты убийством или интригой, руководимой королевой, известной только по ее титулу как Маха Деви или Нанг Кео Пхимпха «Жестокая». Возможно, что с 1440 по 1442 год она управляла Лансангом как первая и единственная женщина-лидер, прежде чем быть утопленной в Меконге в 1442 году в качестве подношения нагам. В 1440 году Вьентьян восстал, но, несмотря на годы нестабильности, столица Мыанг Суа смогла подавить восстание. Междуцарствие началось в 1453 году и закончилось в 1456 году коронацией короля Чаккапхата (1456-1479).

### Война с Дайвьетом
В 1448 году во время беспорядков Маха Деви, Мыанг Пуэн и некоторые области вдоль Черной реки были присоединены к Дайвьету, и несколько стычек произошло против Ланна вдоль реки Нань. В 1471 году император Ле Тхань-тонг из Дайвьета вторгся в королевство Чампа и разрушил его. Также в 1471 году Мыанг Пуэн восстал, и были убиты несколько вьетнамцев. К 1478 году готовились к полномасштабному вторжению в Лансанг в качестве возмездия за восстание в Мыанг Пуэне и, что более важно, за поддержку империи Мин в 1421 году.
Примерно в то же время был пойман белый слон, которого привели к царю Чаккапхату. Слон был признан символом царствования во всей Юго-Восточной Азии, и Ле Тхань-тонг попросил, чтобы шерсть животного была принесена в дар двору Дайвьету. Эта просьба была воспринята как оскорбление, и, согласно легенде, вместо нее был прислан ящик, наполненный навозом. Когда предлог был найден, огромные силы Вьетнама выступили пятью колоннами, чтобы подчинить Мыанг Пуэн, и были встречены отрядом Лансанга из 200 000 пехотинцев и 2000 слонов-кавалеристов в поддержку, который возглавлял наследный принц и три генерала поддержки.
Дайвьет одержал тяжелую победу и продолжал угрожать Мыанг Суа с севера. Король Чаккапхат и придворные бежали на юг, во Вьентьян, вдоль реки Меконг. Дайвьет взял столицу Луангпхабанга, а затем разделил свои силы, чтобы создать клещи атаки. Одна ветвь продолжала двигаться на запад, захватывая Сипсон Панну и угрожая Ланне, а другая направилась на юг вдоль Меконга к Вьентьяну. Король Тилок и Ланна уничтожили Северную армию, и войска вокруг Вьентьяна сплотились под командованием младшего сына короля Чаккапхата принца Таен Кхама. Объединенные силы уничтожили армию Дайвьет, которая бежала в направлении Мыанг-Пуэн. Хотя их было всего около 4000, Дайвьет предпринял последнюю попытку отомстить и разрушил столицу Мыанг-Пуэн, прежде чем отступить.
Принц Таен Кхам тогда предложил восстановить на троне своего отца Чакпхата, но тот отказался и отрекся в пользу своего сына, который был коронован как Суванна Баланг (Золотой трон) в 1479 году. В течение следующих 200 лет Дайвьет никогда не вторгнется в объединенный Лансанг, и Ланна стала близким союзником Лансанга.

### Война с Аютией
Король Потисарат I (1520-1550) был одним из великих королей Лансанга, он взял Нанг Йот Кхам Тип из Ланны в качестве своей королевы, а также меньших королев из Аютии и Лонгвека. Потисарат был набожным буддистом и провозгласил его государственной религией Лансанга. В 1523 году он попросил копию Трипитаки у короля Каео в Ланне, а в 1527 году он отменил поклонение духам по всему королевству. В 1532 году период мира закончился для Лансанга, когда Мыанг Пуэн восстал и потребовалось два года, чтобы полностью подавить Потисарату.
В 1533 году он перенес свой двор во Вьентьян, торговую столицу Лансанга, которая располагалась на пойме реки Меконг ниже столицы в Луангпхабанге. Вьентьян был главным городом Лансанга и лежал на пересечении торговых путей, но этот доступ также делал его центром вторжения, от которого было трудно защититься. Этот шаг позволил Потисарату лучше управлять королевством и реагировать на отдаленные провинции, граничащие с Дайвьетом, Аютией и растущей мощью Бирмы.
В 1539 году он совершил паломничество в Сикхоттабонг, а также усовершенствовал этот фан, чтобы укрепить Южную региональную власть Лансанга. Кроме того, в 1539 году Потисарат принял тайского аристократа, который искал убежища у короля Аютии Чарача из-за неудавшегося восстания. Этот инцидент привел к серии полномасштабных вторжений в Лансанг, которые были жестоко разбиты при Сала-Каме в 1540 году.
В течение 1540-х годов у Ланны был ряд внутренних споров о престолонаследии. ослабленное королевство было захвачено сначала бирманцами, а затем в 1545 году Аютией. Обе попытки вторжения были отбиты, хотя в окружающей местности был нанесен значительный ущерб. Лансанг отправил подкрепление, чтобы поддержать своих союзников в Ланне. В ответ на это Чарача отправился во главе второй армии в 1547 году, чтобы взять Чиангмай, где он был снова разбит и вынужден полностью отступить в Аютию, где он умер почти сразу же по возвращении.
Споры о престолонаследии в Ланне продолжались, но положение Ланны между агрессивными государствами Бирмой и Аютией требовало восстановления порядка в королевстве. В знак признания его помощи против Аютии и его прочных семейных связей с Ланной, Потисаратом был предложен трон Ланны для своего сына принца Сеттатирата, который в 1547 году был коронован в Чиангмае. Лансанг находился на вершине своей политической власти, Потисарат был королем Лансанга, а Сеттатират, его сын, - королем Ланны. Во время тщательно продуманной придворной церемонии, описанной в Хрониках Чиангмая, Сеттхатират завладел Изумрудным Буддой в качестве своего личного палладия (который позже стал палладием Вьентьяна) и получил принцесс Нанг Тхип и Нанг Тонхам в качестве королев.
Мир не продлится долго. В 1548 году бирманцы вторглись в Аютию, но не смогли захватить столицу; в том же году Бирма обратилась к Потисарату с предложением заключить союз. Потисарат не принял союз и не поддержал Аютию, которая всего восемь лет назад безуспешно пыталась вторгнуться в Лансанг. В 1550 году Потисарат вернулся в Луангпхабанг, но погиб в результате несчастного случая, катаясь на слоне перед пятнадцатью международными делегациями, которые искали аудиенции.

### Бирманские вторжения
В 1548 году король Сеттхатират (как король Ланны) взял Чианг Саен в качестве своей столицы. При дворе Чиангмая все еще существовали могущественные группировки, и угрозы со стороны Бирмы и Аютии росли. После безвременной кончины отца король Сеттатират покинул Ланну, оставив свою жену регентшей. Прибыв в Лансанг, Сеттатират был коронован как король Лансанга. Этот отъезд придал смелости соперничающим фракциям при дворе, которые в 1551 году короновали Чао Мекути как короля Ланны.
В 1553 году король Сеттатират послал армию, чтобы вернуть Ланну, но потерпел поражение. В 1555 году король Сеттхатират снова послал армию, чтобы отвоевать Ланну под командованием Сен-Сулинты, и сумел захватить Чан-Саен. За свой успех Сен Сулинтха получил титул Луксай (победоносный) и предложил одну из своих дочерей царю Сеттатхирату. В 1556 Бирме, при короле Байиннаун вторглись Ланна. Король Ланны Мекути сдал Чиангмай без боя, но был восстановлен в качестве бирманского вассала под военной оккупацией.
В 1560 году король Сеттхатират официально перенес столицу Лансанга из Луангпхабанга во Вьентьян, который останется столицей в течение следующих двухсот пятидесяти лет. Официальное перемещение столицы последовало за обширной строительной программой, которая включала укрепление городской обороны, строительство массивного официального дворца и Пхакео для размещения Изумрудного Будды, а также капитальный ремонт этого Луанга во Вьентьяне. В Луангпхабанге храм Ват Сиенгтхонг был построен, возможно, в качестве компенсации за утрату статуса бывшей столицы Лансанга, а в Накхон Пханом были проведены крупные ремонтные работы.
В 1563 году между Лансангом и Аютией был подписан договор, скрепленный помолвкой принцессы Тхепкасаттри (матерью которой была королева Аюттхайи Сурйотай). Однако король Маха Чакрапхат вместо этого попытался обменять принцессу Кэо Фа, что было немедленно отвергнуто. В разгар разногласий бирманцы вторглись в Северную Аютию с помощью Маха Таммарачи, королевского вице-короля и губернатора Фитсанулока. Только тогда, в 1564 году, царь Чаккрапхат послал принцессу Тхепкасаттри в Лансанг вместе с огромным приданым в попытке выкупить распавшийся союз.
В то время как процессия была в пути, Маха Таммарача устроил засаду на принцессу и отправил ее к своим сюзеренам в Бирму; вскоре после этого она покончила с собой в пути. Столкнувшись с угрозой превосходящих сил бирманцев, Чаккрапхат потерял потенциальный союз с Лансангом, северными территориями Аютии и его дочерью. Чтобы предотвратить дальнейшие вторжения, Чаккрапхат стал вассалом Бирмы и должен был передать себя и своего сына принца Рамесуана в качестве заложников королю Байиннауну, оставив другого сына принца Махинтратирата в качестве вассала в Аютии.
Затем бирманцы повернули на север, чтобы свергнуть короля Ланны Мекути, который не смог поддержать бирманское вторжение в Аютию в 1563 году. Когда Чианг-Май пал на Бирму, количество беженцев бежали в Вьентьян и Лансанг. Сеттатират, понимая, что Вьентьян не выдержит длительной осады, приказал эвакуировать город и лишить его припасов. Когда бирманцы взяли Вьентьян, они были вынуждены отправиться в сельскую местность за продовольствием, где король Сеттхатират организовал партизанские атаки и небольшие набеги, чтобы преследовать бирманские войска. Столкнувшись с болезнями, недоеданием и деморализующей партизанской войной, Байиннаун был вынужден отступить в 1565 году, оставив Лансанг единственным оставшимся независимым тайским королевством.

### Междоусобные войны
В 1622—1637 в Лансанге вспыхнули династическая борьба и междоусобные войны, прекратившиеся при правителе Сулинья Вонгса.

### Расцвет государства
При правлении Сулинья Вонгсе были улажены территориальные споры с большинством соседских государств, расширены внешнеторговые связи, налажены торговые контакты с Голландией.

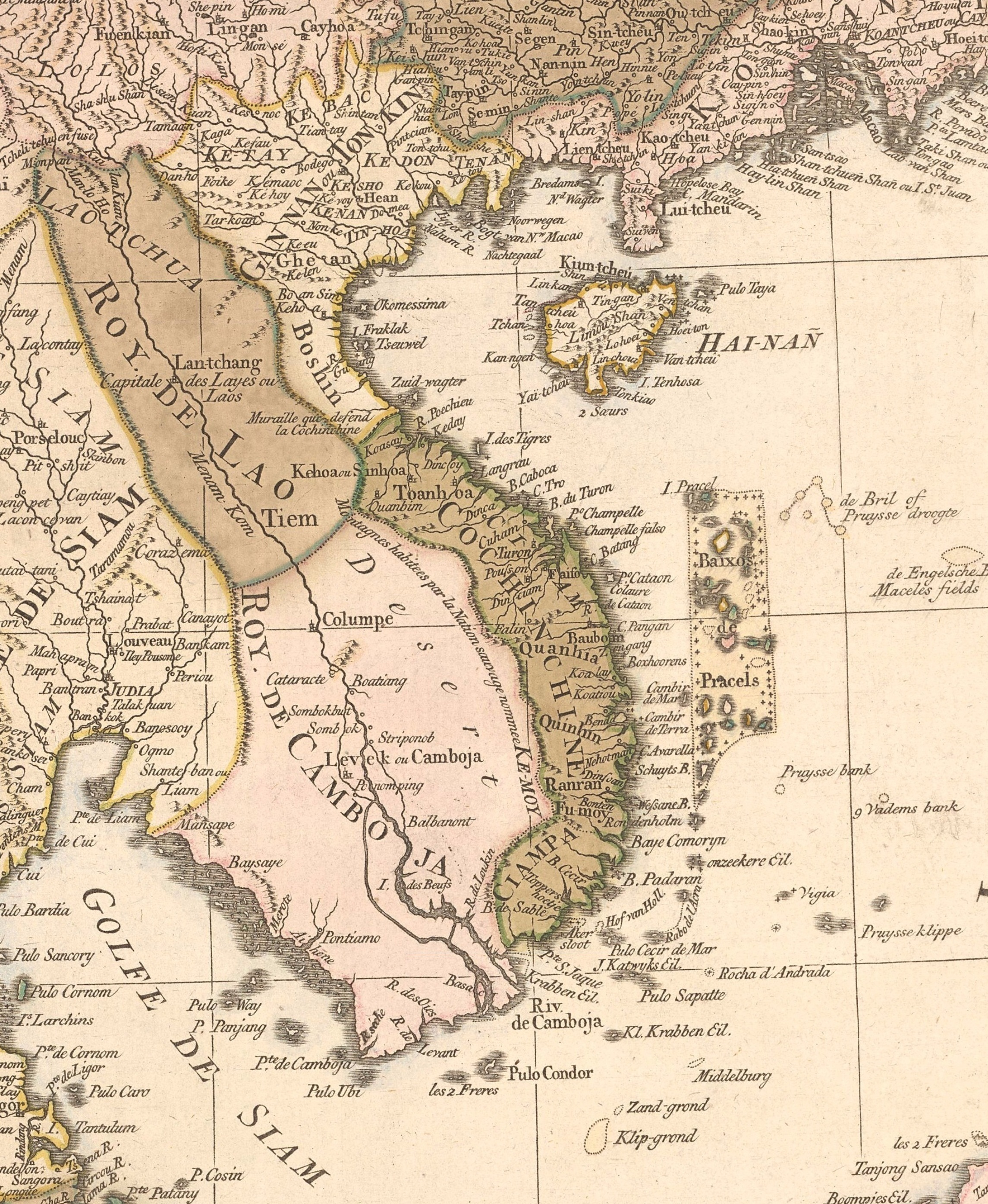
Карта Индокитая XVIII века, опубликованная в Амстердаме ок. 1760 года.

### Распад страны
В течение XVII века государство Лансанг пришло в упадок. 
После смерти Сулинья Вонгса в 1694 году не осталось наследника, и Дайвьет и Аютия послали войска в Лаос. После десятилетия войны и безвластия Лансанг вскоре распался на 3 королевства — Луангпхабанг, Вьентьян и Тямпасак — а также ряд более мелких княжеств. Все три перечисленных государства были вассалами Сиама (Аютии), а последние два ещё и платили дань Дайвьету.

## Общество
Этническое разнообразие Лансанга было связано с торговлей и сухопутными этническими миграциями. Многочисленные народы горных племен были сгруппированы в широкие культурные категории лао тенг (которые включали большинство коренных групп и Мон-кхмеров) и лао сун. Лао-лум были этнически доминирующими, и существовало несколько тесно связанных групп тай, которые включали в себя тай-дам, тай-дэнг, тай-лу, тай-юань и народ фуань. Возможно, из-за сложного этнического разнообразия Лансанга структура общества была довольно простой, особенно по сравнению с соседними тайцами с системой сакди на или кхмерами с их сложной кастовой системой и концепциями Божественного Царства или Девараджи. 
Лаосское общество было разделено с религиозной и светской властью королевской семьи на вершине, за которой следовали дворяне, а затем крестьянство, которое включало купцов, ремесленников, фермеров и простых рабочих. Вне системы, но прежде всего были Сангха или духовенство, которые обеспечивали не только социальную мобильность, но и средства для образования. Горные народы или лао тенг находились вне социальной системы, наряду с кха или "пленниками", которые либо были взяты на войне, либо работали за уголовные преступления или долги. Сиамцы, кхмеры и шанцы составляли большинство странствующих торговцев, но вокруг крупных торговых городов и в Мыанг-Пуэне было небольшое население китайцев и вьетнамцев.

## Религия
Буддизм Тхеравады был государственной религией Лансанга, начиная с Потисарата в 1527 году, но был растущей частью культурного наследия со времен Фа Нгума. В деревнях, монастырях и городах Лансанга большая часть повседневной жизни вращалась вокруг местного храма или храма Ват. Храмы были центрами обучения, и все мужчины должны были проводить по крайней мере часть своей жизни в религиозных размышлениях, будучи монахами или послушниками. Цари могли установить свою легитимность, поддерживая сангху и заботясь о строительстве новых храмов. У Лансанга было несколько мощных изображений Будды, которые служили палладиями и духовными символами царства, включая Пхра Банг, Пхра Кео ("Изумрудный" Будда), Пхра Сэкхам и Пхра лук (Хрустальный Будда Чампасака). 
Анимизм был также одной из самых ранних, устойчивых и наиболее важных систем верований для групп лао-тай, и традиции и практики, которые начались в Лансанге, остались жизненно важной частью лаосской духовности. Среди этнических горных племен лао сун и лао тенг анимизм был доминирующей религией. Лао-лум верили, что древние мифические змеи, известные как нгеак, населяли главные водные пути, вырезая окружающую местность и защищая ключевые точки вдоль рек или других водоемов. Самое раннее название реки Меконг было нам Ньяй Нгу Луанг, или "великая река гигантского змея".
Нгеак и нага, которые были "укрощены" буддизмом, считались приносящими дожди или изменяющими форму, и наги, в частности, считались духами защиты, которые населяли города Вьентьян и Луангпхабанг в Лансанге. Наги сохранились как общие мотивы не только в мифах и легендах, но и на лаосских храмах, и на шелковых тканях. Нага стала могущественным символом королевства Лансанг, настолько сильным, что когда Таиланд был вынужден уступить территории, которые должны были стать Лаосом в 1893 году, короли Таиланда заказали новые государственные печати, на которых был изображен символ Таиланда Гаруда, питающийся наги Лансанга, как тонко завуалированная угроза, что территориальная потеря не была забыта. 